# Paraergasilus reductus
Paraergasilus reductus is een eenoogkreeftjessoort uit de familie van de Ergasilidae. De wetenschappelijke naam van de soort is voor het eerst geldig gepubliceerd in 1994 door Reddy & Kasaiah.